# Interliga (bejzbol) 2007.
Interliga 2007. je bilo bejzbolaško ligaško natjecanje najboljih klubova iz jugoistočne Europe. 

## Natjecateljski sustav
Igralo se liga-sustav, po turnirima. Igralo se četiri turnira, čiji su domaćini bili klubovi sudionici, odnosno, kod svatkog se odigrao jedan turnir.
Sustav bodovanja:

## Sudionici
Sudionici su klubovi iz Hrvatske, Slovenije i Srbije.
- Kelteks
- Vindija
- "Ježica" iz Ljubljane
- "Beograd '96." iz Beograda

## Rezultati

### Prvi turnir
Održao se u:

Domaćin je bio:

Vrijeme održavanja:

### Drugi turnir
Održao se u:

Domaćin je bio:

Vrijeme održavanja:

### Treći turnir
Održao se u:

Domaćin je bio:

Vrijeme održavanja:

### Četvrti turnir
Održao se u: Beogradu

Domaćin je bio: "Beograd '96."

Vrijeme održavanja: 2. i 3. lipnja 2007.
2.lipnja

 Beograd '96. -  Vindija 11:1

 Vindija -  Kelteks 2:4

 Beograd '96. -  Ježica 17:9
3.lipnja

 Ježica -  Vindija 7:1

 Kelteks -  Ježica 7:1

 Beograd '96. -  Kelteks 4:10

## Konačna ljestvica
Konačni poredak na koncu natjecanja je bio idući:
```
Mj.   Klub          Ut Pb Pz  Ps:Pr  RP     %
1. 
 Kelteks      12 11  1   .:.   ...   92,0
2. 
 Beograd '96. 12  8  4   .:.   ...   67,0
3. 
 Ježica       12  5  7   .:.   ...   42,0
4. 
 Vindija      12  0 12   .:.   ...    0,0
```

Prvak Interlige za sezonu 2007. je karlovački "Kelteks".